# (100561) 1997 GN18
(100561) 1997 GN18 es un asteroide perteneciente al cinturón de asteroides, descubierto el 3 de abril de 1997 por el equipo del Lincoln Near-Earth Asteroid Research desde el Laboratorio Lincoln, Socorro, Nuevo México.

## Designación y nombre
Designado provisionalmente como 1997 GN18.

## Características orbitales
1997 GN18 está situado a una distancia media del Sol de 2,696 ua, pudiendo alejarse hasta 2,745 ua y acercarse hasta 2,646 ua. Su excentricidad es 0,018 y la inclinación orbital 3,028 grados. Emplea 1616,90 días en completar una órbita alrededor del Sol.

## Características físicas
La magnitud absoluta de 1997 GN18 es 15,9.